# Robert Llewellyn Lyons
Pour les articles homonymes, voir Robert Lyons et Lyons.
Robert Llewellyn Lyons (né le 19 janvier 1948) est un homme politique canadien de la Saskatchewan. Il est député provincial néo-démocrate de la circonscription saskatchewanaise de Regina Rosemont de 1986 à 1995. 

## Biographie
Né à Truro en Nouvelle-Écosse, Lyons étudie sur place, à la Pictou Academy (en), à l'université Queen's et à l'université de Regina.